# باد بيرد
باد بيرد هو سياسي كندي، ولد في 22 مارس 1932 في فريدريكتون في كندا. حزبياً، نشط في الحزب الكندي التقدمي المحافظ. وقد انتخب عضو الجمعية التشريعية لنيو برونزويك ‏ وانتخب عضو مجلس العموم الكندي.